# Liste de compagnies de breakdance
 (décembre 2021).
Si vous disposez d'ouvrages ou d'articles de référence ou si vous connaissez des sites web de qualité traitant du thème abordé ici, merci de compléter l'article en donnant les références utiles à sa vérifiabilité et en les liant à la section « Notes et références ».
Liste de compagnies de breakdance

## Compagnies américaines
- Rock Steady Crew (New York) : fondé à New York en 1977, le Rock Steady Crew sera un des groupes mythiques de l'âge d'or du break dance (1983-1986), avec des membres tels que Crazy Legs, Ken Swift, Mr Wiggles ou bien Frosty Freeze. Le Rock Steady Anniversary est une célébration qui se déroule chaque année à New York, sous les auspices de la Zulu Nation. Cet événement est également connu en raison d'un concours de danse, le Spy Award, qui s'y déroule.

Filmographie : Wild Style (1982), Style Wars (1983), Flashdance (1983), Beat Street (1984)
Discographie : Hey You The Rock Steady Crew (1983)
- New York City Breakers (New York) : éternels rivaux du Rock Steady Crew, les NYC Breakers sont surtout connus pour une apparition télévisée au Lincoln Center en 1985, aux côtés du président des États-Unis Ronald Reagan, qui les avait invités pour affiner son image auprès des jeunes. Ses membres les plus connus étaient Speedy, Mister Wave, Flip Rock.

Filmographie : Graffiti Rock (1984), Beat Street (1984)
- Dynamic Rockers (New York) : autre groupe mythique de l'âge d'or new-yorkais, les Dynamic Rockers faisaient de la gymnastique ensemble au lycée avant de se lancer dans la danse. Ce sont eux qui introduisent l'aspect acrobatique du break. À noter que certains de ses membres vont se tourner vers la musique et créer le groupe Break Machine.
- Rock Force Crew (San Diego)

## Compagnies belges
- En 2005 le Boty met en place 1 nouvelle règle : 1 crew qui a gagné plus de 4 fois dans une Boty national est classé hors compétition pour laisser place aux autres (Dynamics et Barcelona Additcos, Espagne) 
  - 2005 : Hoochen (Chuky, M Pop, Shed, Lawson, Karimbo, Virus et Lam) vainqueur du Boty Benelux participe au Boty international et participe à plusieurs battle en France, Luxembourg, Allemagne et Pays-Bas.
  - Les Hoochen sont champion 2005-2006-2007 du boty benelux
  - The Dynamic's  (SuperG, Sayan, FenX, Mambo, Kilik, Crazy, Rookie Rock et "la pierre qui casse le sol") sont 6 fois champion de Belgique et 4 fois champion du Benelux

1998 à 2004  (Bruxelles) : anciennement Dynamic Rockers
- - Team Schmetta (Dream Team Flandre)